# 廷博
廷博是巴西圣卡塔琳娜州的一个市镇。总面积127.251平方公里，总人口33462人，人口密度263人/平方公里。